# Гейз, Кейт
Кейт Элизабет Гейз (англ. Kate Elizabeth Gaze; род. 18 февраля 1990 года, Малгрейв, штат Виктория, Австралия) — австралийская профессиональная баскетболистка, выступавшая в женской национальной баскетбольной лиге. На драфте ВНБА 2014 года она не была выбрана ни одним из клубов. Играла на позиции разыгрывающего защитника. Трёхкратная чемпионка женской НБЛ (2015, 2016, 2023).
В составе национальной команды Австралии принимала участие на чемпионате мира среди девушек до 19 лет 2007 года в Братиславе.

## Ранние годы
Кейт Гейз родилась 18 февраля 1990 года в городе Малгрейв, штат Виктория, в известной спортивной семье. Её отец Марк представлял мужскую сборную Австралии на чемпионате мира 1982 года и провёл 182 встречи в Национальной баскетбольной лиге в 1983—1991 годах, её мать Мишель О’Коннор стала чемпионкой женской НБЛ в составе команды «Сидней Флэймз», а её дедушка Тони Гейз был тренером женской сборной Австралии на чемпионате мира 1967 года в Чехословакии. Также связана кровными узами с легендами австралийского баскетбола, Эндрю Гейзом (двоюродный дядя), членом Зала славы ФИБА с 2013 года, и его отцом, Линдси Гейзом (двоюродный дедушка), членом Зала славы ФИБА с 2010 года и Зала славы баскетбола с 2015 года.